# Wilson-Pilcher
La Wilson-Pilcher è stata un'azienda automobilistica inglese, attiva dal 1901 al 1904.

## Storia
L'azienda Wilson-Pilcher venne fondata nel 1901 da Walter Gordon Wilson a Londra per produrre automobili. Nel 1904 fu acquisita da Sir Armstrong Whitworth e la produzione si trasferì a Newcastle upon Tyne. Percy Pilcher era morto in un incidente di volo a vela nel 1899 e Wilson aveva lavorato con lui al motore per un tentativo di volo a motore. La produzione della vettura si interruppe nel 1907.

## Veicoli

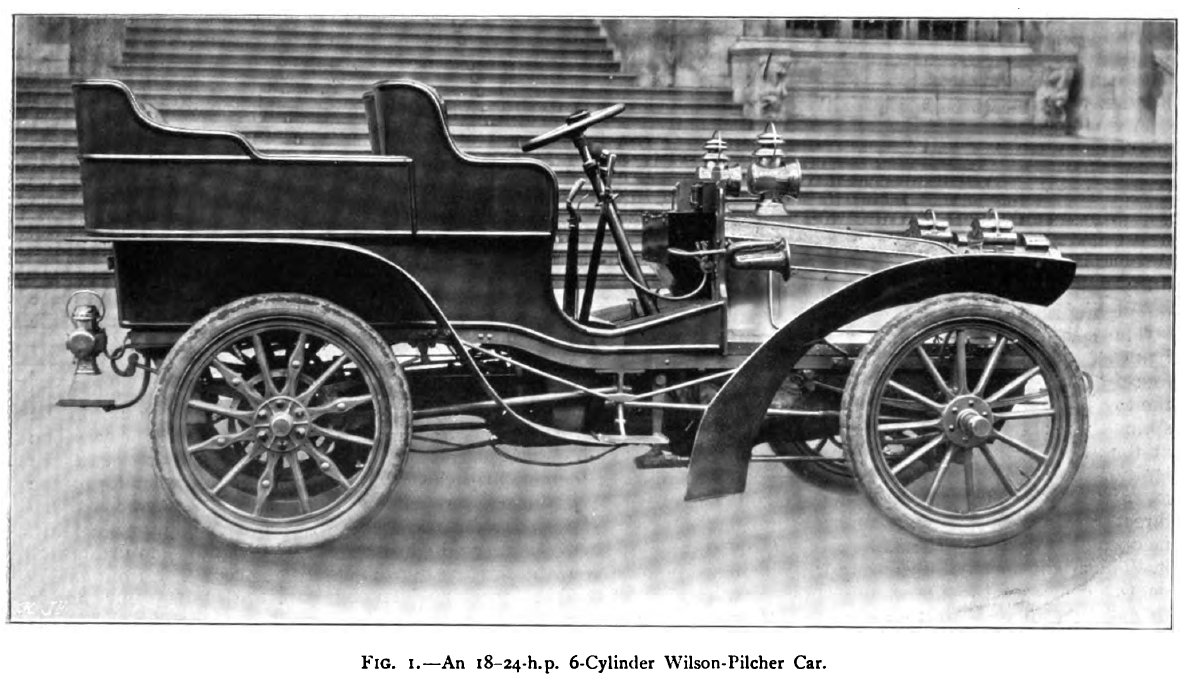
Un'auto Wilson-Pilcher del 1904

Il primo modello aveva un  motore a cilindri contrapposti da 9 hp a quattro cilindri con una cilindrata di 2400 cm³. Nel 1903 questo fu sostituito dal motore di 12/16 hp di 2694 cm³. Nel 1904 fu aggiunto alla gamma un motore a sei cilindri da 18/24 hp con una cilindrata di 4041 cm³. Nell'aprile 1904 l’Automotor Journal fornì un rapporto dettagliato sull'auto Wilson-Pilcher, che a quel tempo era costruita da Armstrong Whitworth a Newcastle upon Tyne. Questo rapporto afferma che i cilindri di entrambi i modelli avevano alesaggio e corsa di 97,68 mm. Ciò fornisce una cilindrata di 2715 cm³ per il motore a quattro cilindri e di 4072 cm³ per quello a sei cilindri.
Un esemplare a 4 cilindri di questa vettura è ancora esistente, numero di targa "BB96", ed è stato esposto in vari musei, e poi venduto all'asta nel 2012 per £ 203.100, essendo stato precedentemente esposto al Coventry Transport Museum. La descrizione dell'auto, da parte del banditore, affermava che esistono fotografie che mostrano un modello in legno del 1899 e un'auto completa alla Stanhope Hall nel 1900.

## Dettagli di telaio, motore e trasmissione
I dettagli dell'auto Wilson-Pilcher sono stati considerati sufficientemente avanzati e innovativi tanto che la marca è stata oggetto di un articolo dettagliato che copre tre edizioni dell'Automotor Journal del 1904, da cui vengono estratte le informazioni e le immagini sottostanti.

### Telaio

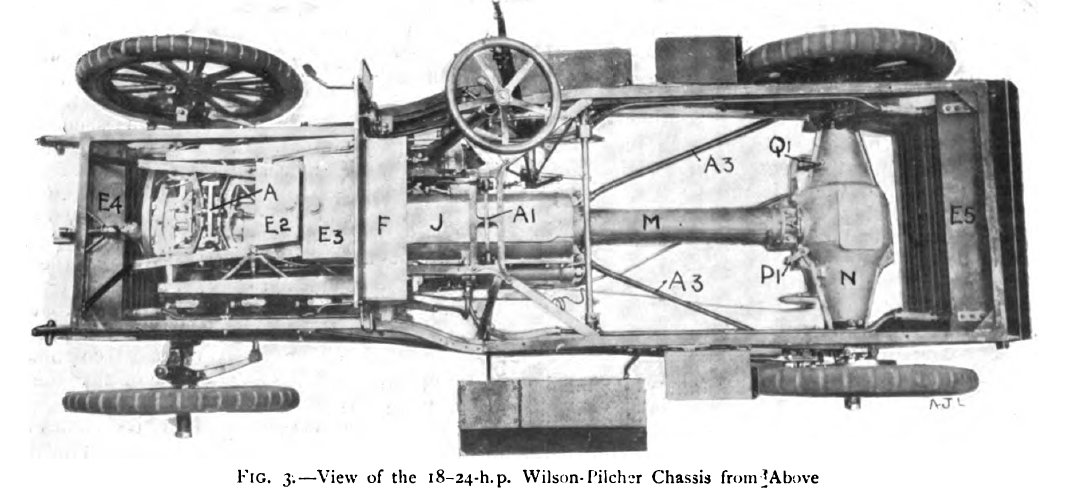
Telaio visto dall'alto

Il motore era sospeso nella posizione convenzionale nella parte anteriore dell'auto con una leggera angolazione per consentire la guida diritta verso l'asse posteriore e con i cilindri che si trovavano all'interno del telaio. I supporti sopra il motore gli permettevano di oscillare lateralmente in una certa misura, limitati da una coppia di molle elicoidali nella parte anteriore e da aste a raggio diagonale che collegavano la parte posteriore del cambio alle estremità dell'asse posteriore. 

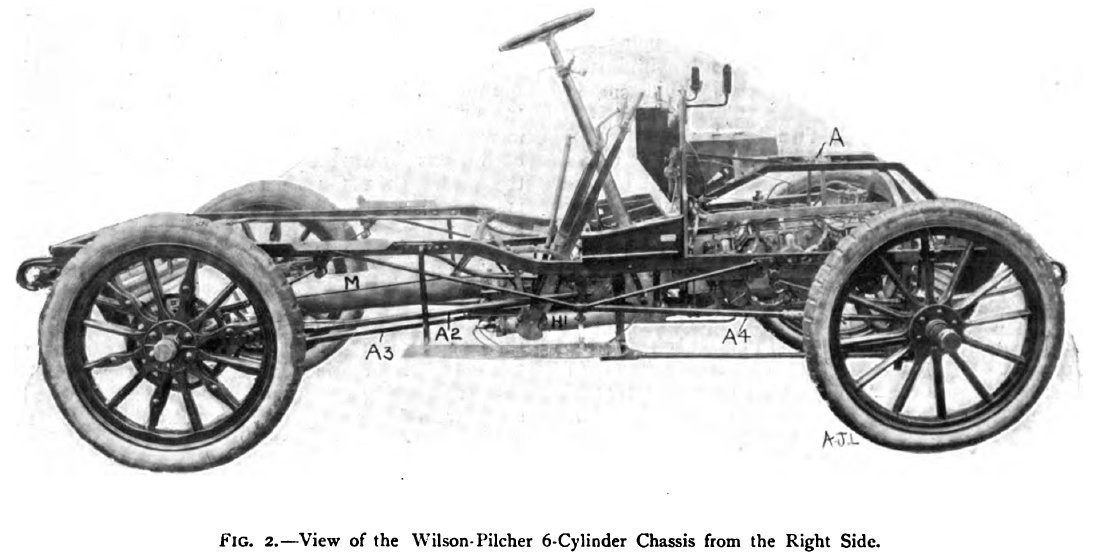
Telaio visto di lato

In questo modo la vibrazione meccanica del motore e della trasmissione era ampiamente isolata dal telaio e dagli occupanti. 

### Motore

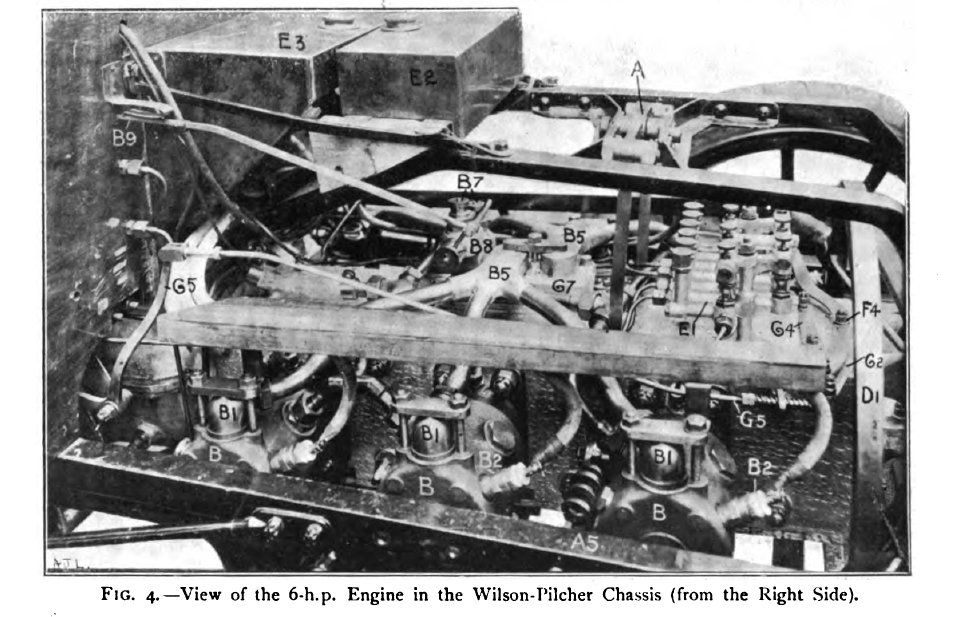
Motore 6 cilindri

Entrambi i motori, a quattro e sei cilindri, avevano cilindri identici di 97,68 mm di alesaggio e corsa. Ogni cilindro era imbullonato sul carter in alluminio, con i cilindri sfalsati per consentire a ciascuno di avere il proprio perno di manovella. I cuscinetti intermedi dell'albero a gomiti erano posti tra ogni coppia di cilindri. Le valvole di ingresso erano automatiche sulla parte superiore dei cilindri e quelle di scarico erano sotto i cilindri, azionate da un albero a camme sotto l'albero motore. Le valutazioni del motore di 12-16 hp per il quattro cilindri e 18-24 per il sei cilindri sono descritte come "le potenze inferiori citate in entrambi i casi sono quelle ottenibili sulle ruote stradali in condizioni di marcia media, in salita, mentre le potenze superiori sono quelle sviluppate dai rispettivi motori sul freno, quando funzionano a una velocità di 1.000 giri/minuto"

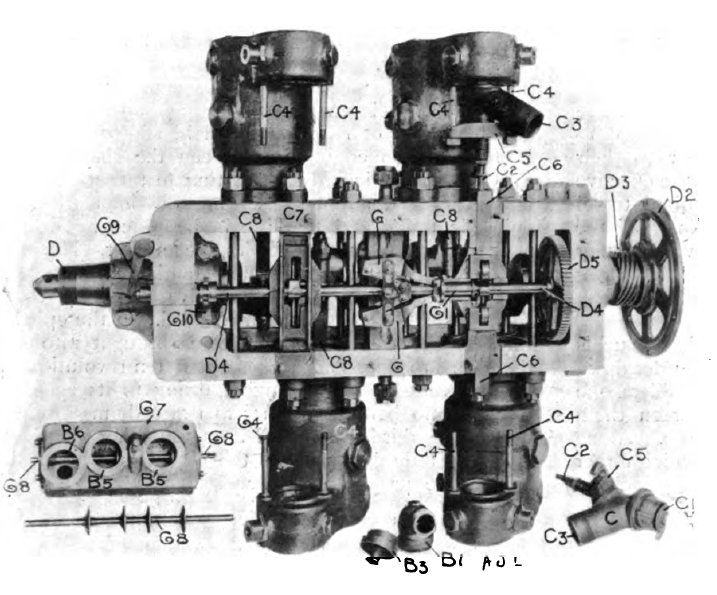
Motore a 4 cilindri con coperchio inferiore del carter rimosso

L'albero a camme a ingranaggio singolo era disposto in modo che ciascun lobo azionasse le valvole di scarico su una coppia di cilindri. Al centro dell'albero a camme c'era un regolatore di velocità. Il regolatore provocava il movimento longitudinale dell'albero a camme e i lobi delle camme erano leggermente allargati per consentire ciò. La regolazione della velocità provocata dal limitatore era impostata da una leva sul piantone dello sterzo e lo stesso meccanismo faceva avanzare la scintilla all'aumentare del regime del motore. Il funzionamento del regolatore era generato dall'acceleratore a pedale (più lento o più veloce - il pedale era di un tipo che gli consentiva di essere sollevato o premuto), ma per il normale funzionamento il regolatore offriva una prima forma di controllo della velocità di crociera.

### Cambio

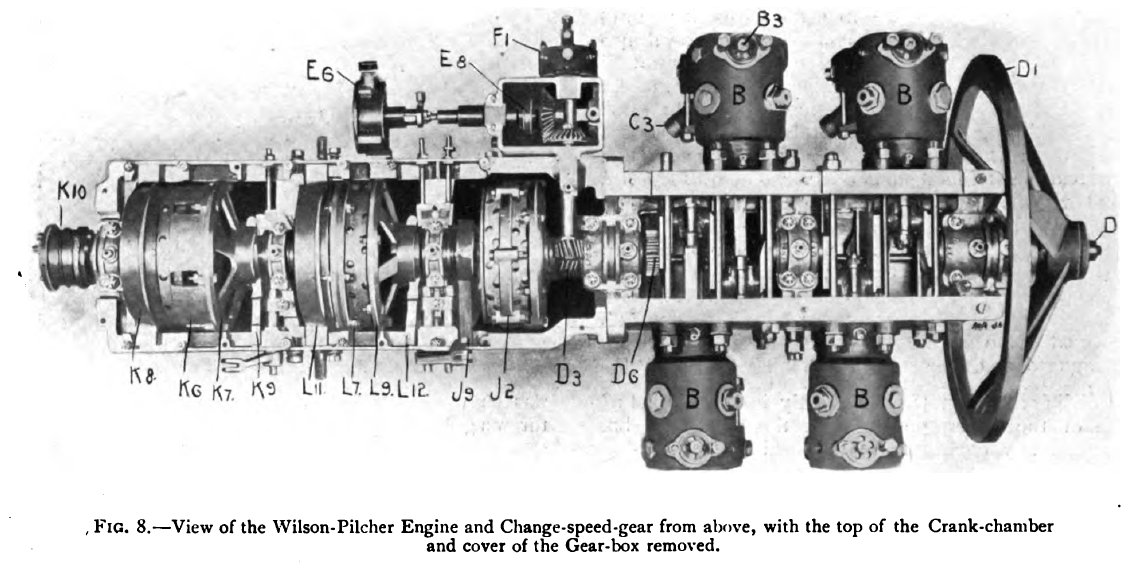
Motore a quattro cilindri e cambio con coperchi superiori rimossi

Il cambio era alloggiato in un involucro di alluminio e imbullonato direttamente sul motore. Conteneva una frizione a cono principale e due marce epicicloidali, consentendo quattro velocità di avanzamento. Tutti gli ingranaggi erano elicoidali, il che riduceva sostanzialmente il rumore degli stessi e la trasmissione era diretta nella marcia più alta. 

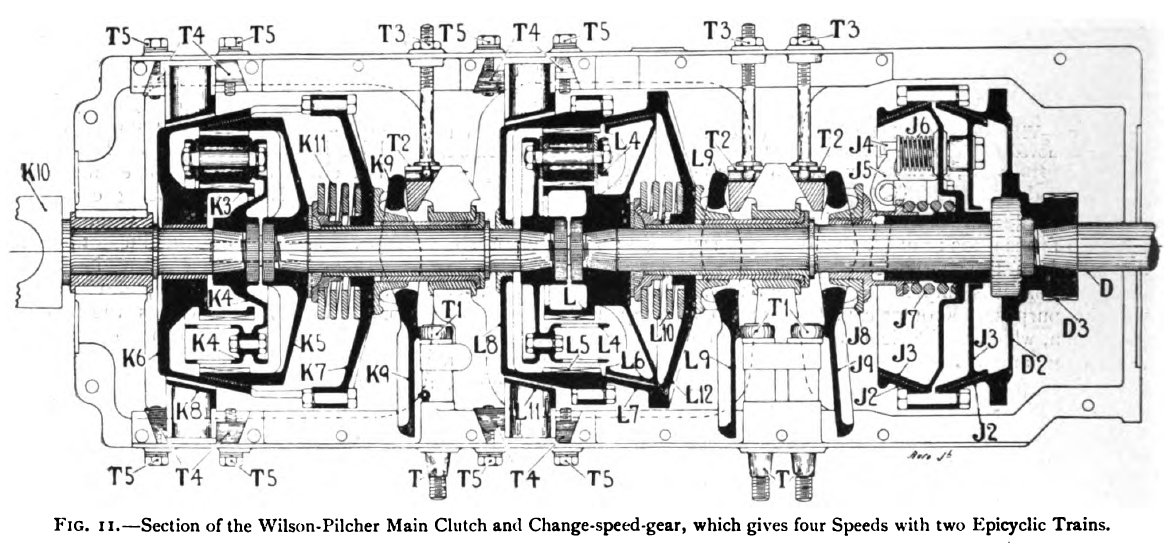
Vista in sezione della frizione e del cambio epicicloidale

La frizione principale a pedale poteva essere bloccata in posizione disinnestata premendo e spostando il pedale da un lato, consentendo al motore di essere avviato e girare al minimo senza azionare le ruote. Una volta rilasciato il pedale della frizione, i cambi di marcia venivano effettuati utilizzando una leva manuale senza la necessità di utilizzare la frizione principale. Questa immagine mostra anche il cambio collegato al motore a quattro cilindri e mostra chiaramente la distanza tra i cilindri e il volano nella parte anteriore del motore che fungeva da ventola. L'ingranaggio epicicloidale accanto alla frizione ha un rapporto di riduzione di 2,7:1, l'altro ha un rapporto di riduzione di 1,7:1. Quest'ultimo era usato per innestare la 3ª marcia, il primo per la 2ª marcia, ed entrambi insieme per la 1ª marcia, tutti azionati da una sola leva manuale. Il fatto che la retromarcia non fosse fornita dal cambio, ma dall'assale posteriore, e azionata da una leva di retromarcia separata dalla leva del cambio, significava che le auto avevano tante retromarce quante erano le marce avanti. L'uso di ingranaggi epicicloidali divenne in seguito il meccanismo di trasmissione principale per le trasmissioni automatiche, la differenza fondamentale rispetto al design Wilson-Pilcher era che i cambi di marcia venivano effettuati automaticamente e non spostando una leva del cambio.

### Asse posteriore

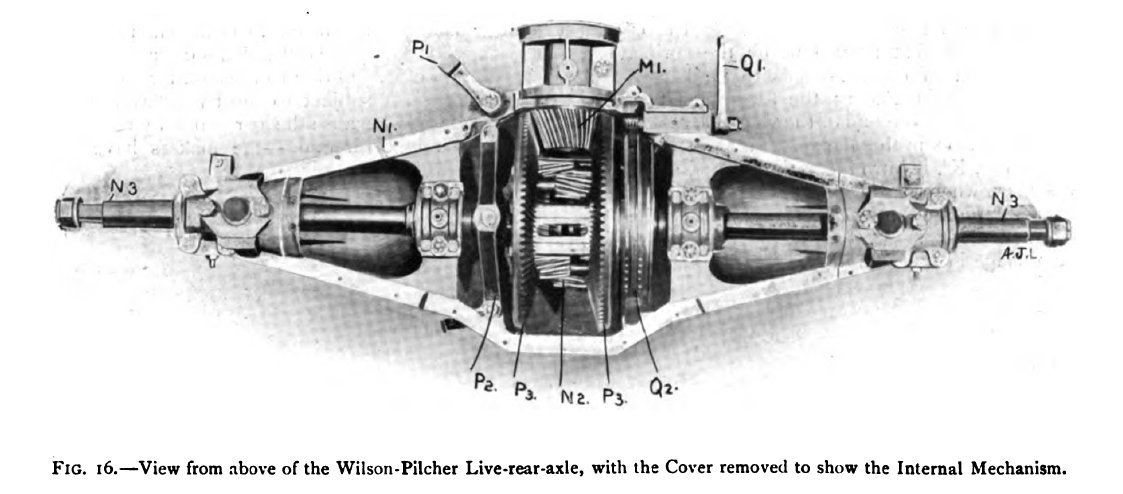
Asse posteriore con copertura superiore rimossa

L'asse posteriore, come il cambio e il motore, era alloggiato in una cassa di alluminio. Oltre alla normale funzione di fornire un differenziale, prevedeva anche la retromarcia e conteneva il freno posteriore (a pedale). L'inversione si otteneva quando uno dei grandi ingranaggi conici (oggi noti come ruote dentate) si innestava con la trasmissione all'estremità dell'albero di trasmissione. Come il cambio, tutti gli ingranaggi all'interno dell'assale erano a taglio elicoidale.